# Bătălia de la Tolbiac
Bătălia de la Tolbiac a fost purtată între francii conduși de Clovis I și alemani, în mod tradițional data fiind stabilită în 496. Locul bătăliei este numit Tolbiac, sau Tulpiacum (azi Zülpich), în Renania de Nord-Westfalia, la aproximativ 60 km est de frontiera germano-belgiană, localizare plauzibilă. Francii au învins la Tolbiac și și-au stabilit hegemonia lor asupra alemanilor.

## Preludiu

Bătălia de la Tolbiac, hartă englezească

Francii erau împărțiți în două popoare vecine și aliate: francii salieni, al căror rege a fost Clovis și francii ripuari, a căror capitală a fost Köln și al căror rege a fost Sigebert „Șchiopul”. La granița regatului lui Sigebert se aflau alemanii, o confederație de triburi germanice, al cărui curaj era egalat cu cel al francilor. Raidurile de frontieră, jafurile și conflictele între alemani și francii Ripuariani s-au înmulțit, dar se pare că, în anul 496, Sigebert a înfruntat o invazie reală și a făcut apel la Clovis pentru ajutor. Clovis a răspuns favorabil aliatului său și a ridicat o armată. Este acceptat faptul că, în defensivă, Sigebert și armata sa au suferit pierderi grele. Ar fi fost două bătălii la Tolbiac.

## Bătălia

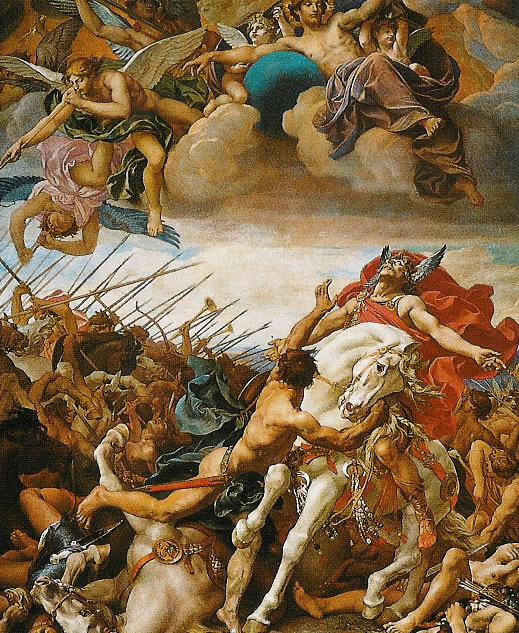
Bătălia de la Tolbiac

Se știu puține despre luptă, cu excepția faptului că francii ripuari nu au fost, probabil, de nici un ajutor, după prima bătălie. Este probabil că războinicii lui Clovis au fost mai puțin la număr decât alemanii. În orice caz, se spune că Clovis și-a văzut războinicii săi uciși și a simțit că lupta îi ieșea de sub mână. Plângând, el l-a chemat în ajutor pe Dumnezeul lui Clotilde, soția lui, Dumnezeu pe care ea l-a propovăduit de când s-au căsătorit în 493.
Grigorie de Tours povestește că la auzul cuvintelor din rugăciunea spusă de Clovis, alemanii au început să se retragă când s-a auzit că liderul lor a fost ucis cu un topor. Francii i-au nimicit pe alemani în cele din urmă.

## Consecințe
Alemanii au  abandonat Rinul Superior și le-a lăsat-o francilor ripuari ca să-și păstreze teritoriul, ba chiar l-au sprijinit pe Sigebert în timpul cuceririi părții franceze a regatului vizigot.
O altă consecință a fost convertirea lui Clovis la catolicism, după o lungă perioadă de reflecție (de obicei, istoricii cred că convertirea lui datează din anul 498 sau 499), care i-a adus sprijinul creștinilor învecinați, precum și influența clerului. În plus, i-a permis lui Clovis să efectueze cuceriri și cruciade, pentru a creștina teritoriile sale noi sau să înlăture arianismul, considerată ca fiind o erezie de către cler.

## Rugăciunea spusă de Clovis I
« O Jésus-Christ, que Clotilde affirme Fils du Dieu Vivant, toi qui donnes du secours à ceux qui sont en danger, et accordes la victoire à ceux qui espèrent en toi, je sollicite avec dévotion la gloire de ton assistance : si tu m’accordes la victoire sur ces ennemis, et si j'expérimente la vertu miraculeuse que le peuple voué à ton nom déclare avoir prouvé qu'elle venait de toi, je croirai en toi, et me ferai baptiser en ton nom. J'ai en effet invoqué mes dieux, et, comme j'en fais l'expérience, ils se sont abstenus de m'aider; ce qui me fait croire qu’ils ne sont doués d'aucunes puissances; eux qui ne viennent pas au secours de ceux qui les servent. C'est toi que je t’invoque maintenant, je désire croire en toi ; pourvu que je sois arraché à mes adversaires »